# 北海道室蘭養護学校
北海道室蘭養護学校（ほっかいどう むろらんようごがっこう、英: Hokkaido Muroran Special Needs School）は、北海道室蘭市に位置する。寄宿舎が設置されている。

## 概要
- 小学部・中学部・高等部があり、それぞれに普通学級、重複学級、訪問学級が設置されている。
- 通学生・寄宿舎生のほか、室蘭言泉学園、太陽の園、バウムハウス（伊達市）へ入所している児童・生徒も通っている[1]。
- 近隣の八丁平小学校や大谷室蘭高校と学校間交流を行っている[2]。

## 通学区域
室蘭市・登別市・伊達市・豊浦町・壮瞥町・洞爺湖町

## 相談支援
2006年（平成18年）、伊達高等養護学校、室蘭聾学校、室蘭養護学校の3校により、西胆振地区の特別支援教育の理解促進と充実を目的とした西胆振地区特別支援教育ネットワークが設立された。乳幼児から学校卒業までの発達や行動、進路に関する相談を受け付けており、必要に応じて医療・福祉・教育などの関係機関を紹介している。